# Kampung Pajak
Kampung Pajak is een bestuurslaag in het regentschap Labuhan Batu Utara van de provincie Noord-Sumatra, Indonesië. Kampung Pajak telt 3689 inwoners (volkstelling 2010).